# Conny Vandendriessche
Conny Vandendriessche is een Vlaamse onderneemster, investeerder, mede-oprichter van Accent Jobs en de hr-dienstengroep House of HR.

## Ondernemerschap
Vandendriessche groeide op in een gezin van zelfstandige bloemisten en heeft een bescheiden komaf. Vandendriessche studeerde verpleegkunde en toerisme. Haar vader wilde niet graag dat ze het familiebedrijf overnam. Ze nam na haar studies jobs als receptioniste en werkte bij een camping in Nieuwpoort. In de jaren '90 maakte ze kennis met Philip Cracco, die samen met haar man een cursus management volgde.
In 1995 richtte ze samen met Philip Cracco het uitzendkantoor Accent Interim in Roeselare op. Accent Jobs groeide uit tot wat tegenwoordig een dochteronderneming is van het Human Resources bedrijf The House of HR. In 2014 startte ze Stella P., een organisatie om raden van bestuur en advies diverser te maken. In 2016 richtte ze We are Jane op, een investeringsfonds gericht op vrouwen.
Vandendriessche houdt een minderheidsaandeel in The House of HR. In 2022 werd een groot deel hiervan verkocht aan Bain Capital.